# Worms Hauptbahnhof
Worms Hauptbahnhof – stacja kolejowa w Wormacji, w kraju związkowym Nadrenia-Palatynat, w Niemczech. Znajdują się tu 3 perony.